# Comprimento cabeça-nádega

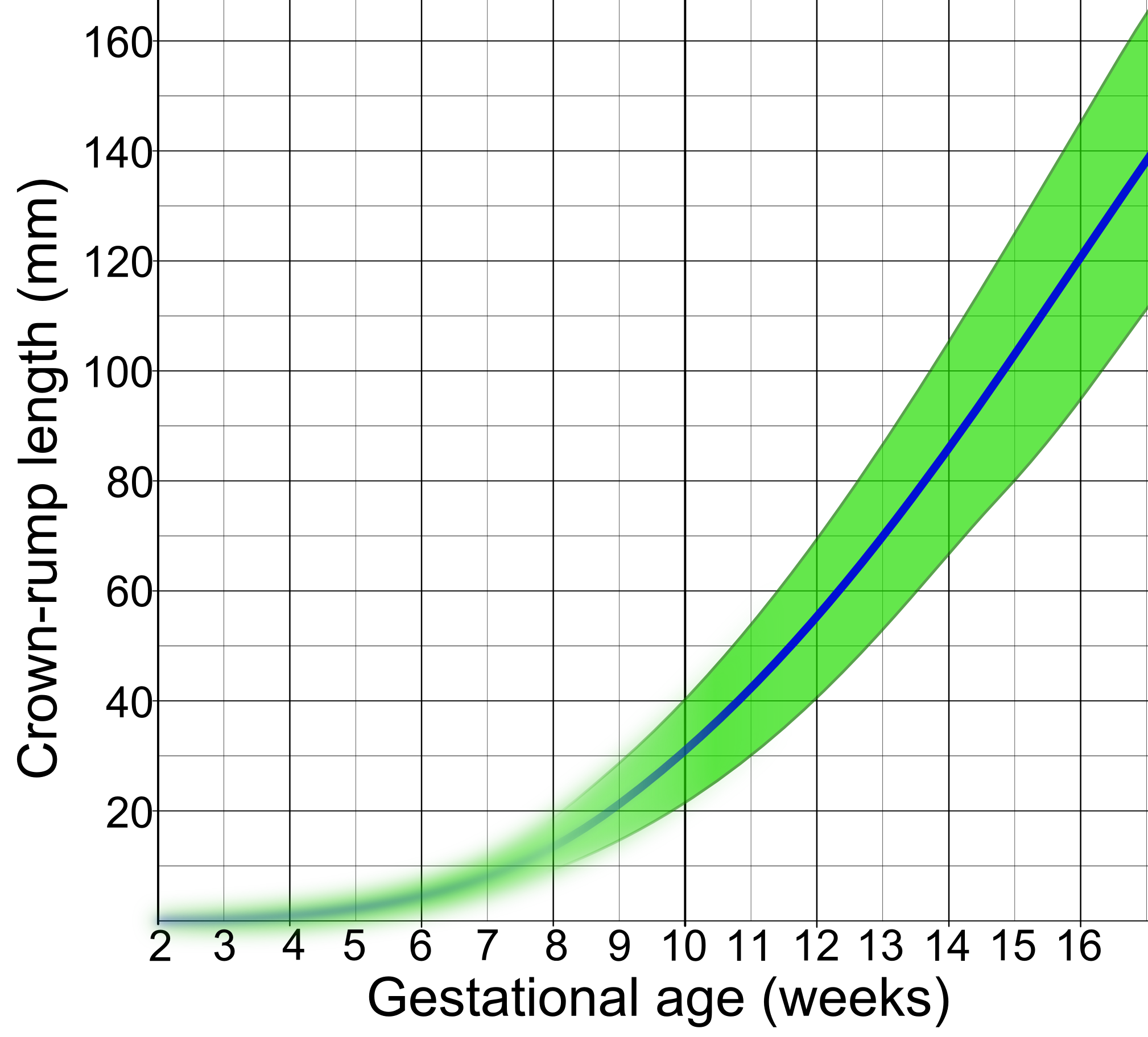
Diagrama que mostra o comprimento cabeça-nádega por idade gestacional. A linha azul é a média e a área verde delimita o 3º versus o 97º percentil.

Imagem ecográfica do feto às 12 semanas de gestação numa ecografia sagital. Medições do comprimento da cabeça e da nádega fetal (CRL).

Comprimento cabeça-nádega (CCN) é a medida do comprimento de embriões e fetos humanos desde o topo da cabeça (céfalo) até a parte inferior das nádegas. Geralmente é determinado a partir de imagens de ultrassom e pode ser usado para estimar a idade gestacional.

## Estimativa da idade gestacional
Uma estimativa habitualmente utilizada da idade gestacional em semanas é (conforme descrito por Verburg et al.):
{\displaystyle GA_{weeks}=CRL^{0.2313}\cdot e^{1.4653+0.001737\cdot CRL}}
| CRL (mm) | Idade gestacional (semanas + dias) | Idade gestacional (semanas + dias) | Idade gestacional (semanas + dias) |
| CRL (mm) | 5th percentil                      | Mediana                            | 95th percentil                     |
| -------- | ---------------------------------- | ---------------------------------- | ---------------------------------- |
| 5        | 5 + 6                              | 6 + 2                              | 6 + 6                              |
| 10       | 7 + 0                              | 7 + 4                              | 8 + 1                              |
| 15       | 7 + 5                              | 8 + 2                              | 9 + 0                              |
| 20       | 8 + 2                              | 9 + 0                              | 9 + 5                              |
| 25       | 8 + 6                              | 9 + 4                              | 10 + 2                             |
| 30       | 9 + 2                              | 10 + 0                             | 10 + 6                             |
| 35       | 9 + 5                              | 10 + 3                             | 11 + 2                             |
| 40       | 10 + 1                             | 10 + 6                             | 11 + 5                             |
| 45       | 10 + 3                             | 11 + 2                             | 12 + 1                             |
| 50       | 10 + 6                             | 11 + 5                             | 12 + 4                             |
| 55       | 11 + 1                             | 12 + 0                             | 13 + 0                             |
| 60       | 11 + 3                             | 12 + 3                             | 13 + 3                             |
| 65       | 11 + 6                             | 12 + 5                             | 13 + 5                             |
| 70       | 12 + 1                             | 13 + 0                             | 14 + 0                             |
| 75       | 12 + 3                             | 13 + 3                             | 14 + 3                             |
| 80       | 12 + 5                             | 13 + 5                             | 14 + 5                             |
| 85       | 13 + 0                             | 14 + 0                             | 15 + 1                             |
| 90       | 13 + 2                             | 14 + 2                             | 15 + 3                             |
| 95       | 13 + 4                             | 14 + 4                             | 15 + 5                             |
| 100      | 13 + 6                             | 15 + 0                             | 16 + 1                             |

A estimativa da idade gestacional em dias é realizada de acordo com as equações:
{\displaystyle GA_{days}=40.9+3.24585\cdot CRL^{0.5}+0.348956\cdot CRL} ; and SD of GA = 2.39102 + (0.0193474 × CRL).